# Bucho doce
O bucho doce é um doce com tradições ancestrais da culinária portuguesa, pertencente às regiões minhotas de Melgaço.

## História e Características
Realizado tradicionalmente em ambiente de festa, após a matança do porco, era costume confecionar o doce regional com o bucho do animal, que depois de bem limpo e seco no fumeiro, era utilizado para cozinhar um preparado de pão, ovos, canela e açúcar.
Hoje em dia, a receita do doce regional, cuja forma é semelhante a de um pão, é recriada nas duas localidades minhotas e raianas com recurso a panos de linho, sendo apreciada e saboreada com várias coberturas, desde mel a compotas, ou de modo simples.
Em 2019, o bucho doce foi um dos 420 candidatos a melhor doce do país, no programa da RTP “7 Maravilhas Doces de Portugal”, representando o concelho minhoto de Melgaço.